# 4382 Stravinsky
4382 Stravinsky eller 1989 WQ3 är en asteroid i huvudbältet som upptäcktes den 29 november 1989 av den tyske astronomen Freimut Börngen vid Tautenburg-observatoriet. Den är uppkallad efter tonsättaren Igor Stravinskij.
Asteroiden har en diameter på ungefär 8 kilometer.